# Короткина, Маргарита Романовна
Маргарита Романовна Короткина (1935—2007) — советский и российский учёный-математик и физик, педагог, специалист в области математической физики, доктор физико-математических наук (1982), профессор (1992).  Лауреат Премии Совета Министров СССР (1990).

## Биография
Родилась 29 апреля 1935 года в Москве.
С 1953 по 1958 год обучалась на Механико-математическом факультете МГУ, с 1958 по 1961 год обучалась в аспирантуре при этом факультете. С 1961 года на педагогической работе на различных кафедрах Механико-математического факультета МГУ, с 1995 по 2007 год — профессор кафедры  газовой и волновой динамики и кафедры теории упругости. Одновременно с 1993 по 2007 год по совместительству работала профессором кафедры физики Московского государственного университета леса. Читала курсы лекций по темам:  «Поверхностные акустические волны в твёрдых телах», «Термовязкоупругость», «Физика твёрдого тела» и «Пьезоэлектрические эффекты в твёрдых телах».
В 1962 году Маргарита Короткина защитила диссертацию на соискание учёной степени кандидат физико-математических наук по теме: «Некоторые применения методов статистической механики в теории упругости», в 1982 году — доктор физико-математических наук по теме: «Вопросы обоснования некоторых моделей механики сплошной среды». В 1992 году приказом ВАК ей было присвоено учёное звание профессор. 
Основная научная деятельность М. Р. Короткиной была связана с вопросами в области связанных электромагнитных воздействий в упругих телах, синергетических процессов в нелинейных средах и динамики неоднородных сред. Основные научные работы: «Физика твёрдого тела. В 4-х ч.» (1985–1988), «Электромагнитоупругость» (1989) и «Упругость и неупругость» (1993). Короткина являлась автором более 80 научных трудов, в том числе трёх  монографий и нескольких научно-исследовательских работ, ей было подготовлено три кандидатские и две докторские диссертации. Была членом диссертационных советов МГУ и МГУЛ.
В 1990 году Постановлением ЦК КПСС и Совета Министров СССР за цикл работ «Физика твёрдого тела» Маргарита Короткина была удостоена Премии Совета Министров СССР.

## Награды
- Премия Совета Министров СССР (1990)[5]